# Wiesbaden-Biebrich

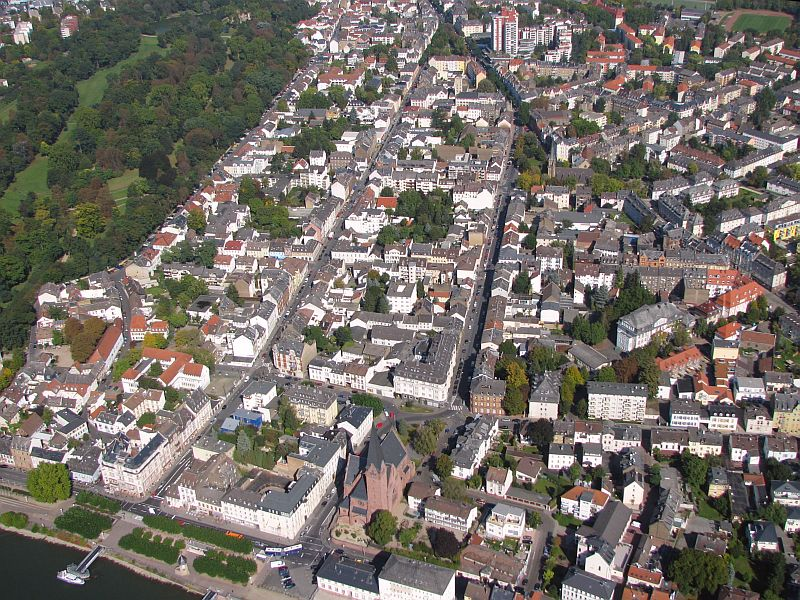
Wiesbaden-Biebrich, vom Rheinufer mit Schlosspark bis zur Galatea-Anlage, auf Höhe der Armenruhstraße befindet sich die St.-Marien-Kirche

Biebrich ist ein Ortsbezirk der hessischen Landeshauptstadt Wiesbaden.
Er ist mit rund 39.000 Einwohnern bevölkerungsmäßig der größte Stadtteil von Wiesbaden. Die Stadt am Rhein wurde am 1. Oktober 1926 nach Wiesbaden eingemeindet und war bis dahin selbständig. Bis zum Bau des Wiesbadener Stadtschlosses 1841 war Schloss Biebrich die Residenz der Herzöge von Nassau.

## Lage in Wiesbaden
Biebrich liegt am Rheinufer rund 5 Kilometer südlich des Stadtzentrums (Luftlinie). Nachbarstadtteile sind im Westen Schierstein, im Nordwesten Dotzheim und das Rheingauviertel, im Norden und Nordosten Südost und Erbenheim sowie im Osten Amöneburg. Auf der gegenüberliegenden Rheinseite liegt der Mainzer Stadtteil Mombach. In Biebrich münden die aus Wiesbaden kommende Salzbach sowie der oberhalb von Dotzheim entspringende Mosbach in den Oberrhein.

## Geschichte

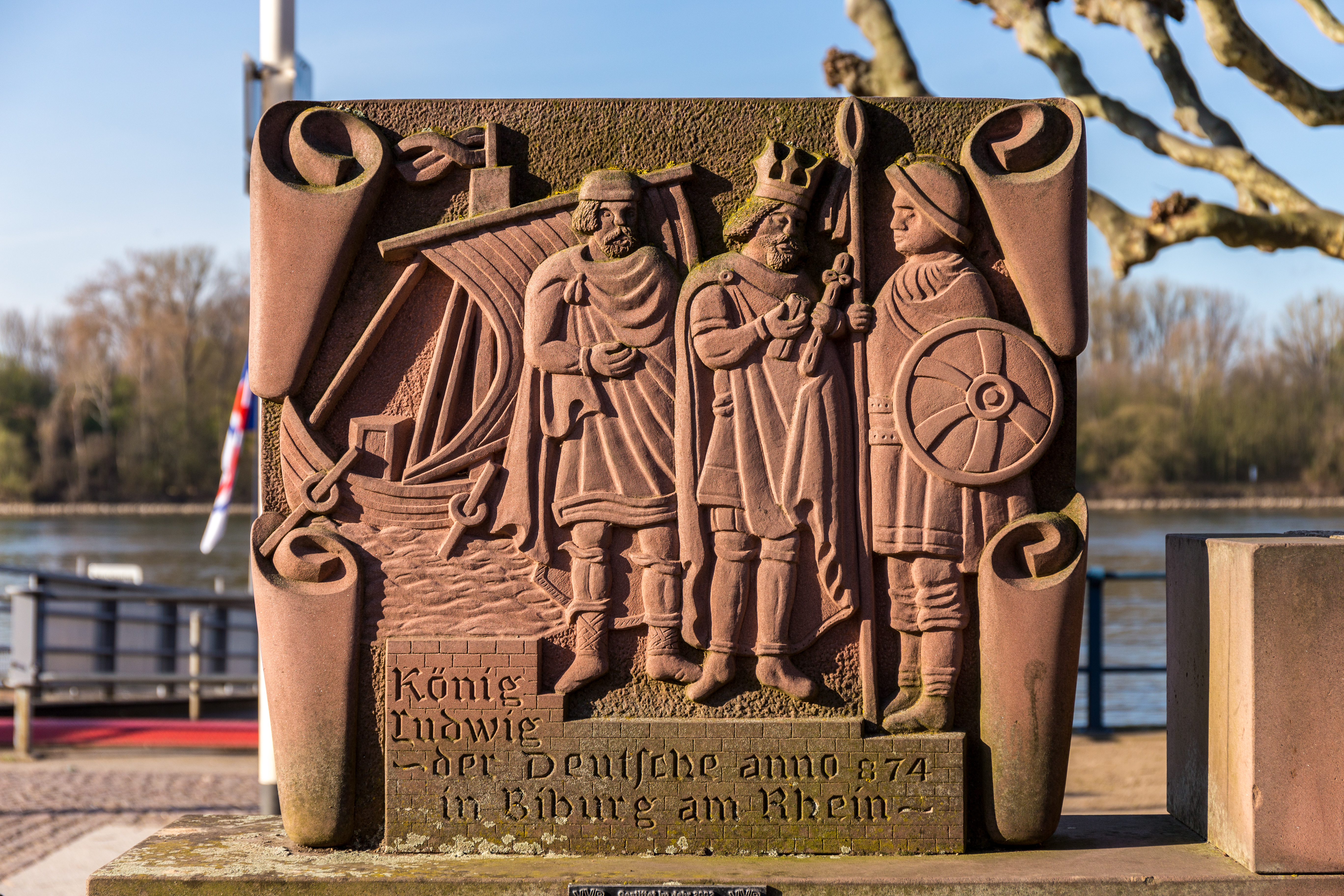
Denkmal zur Ersterwähnung im Jahr 874

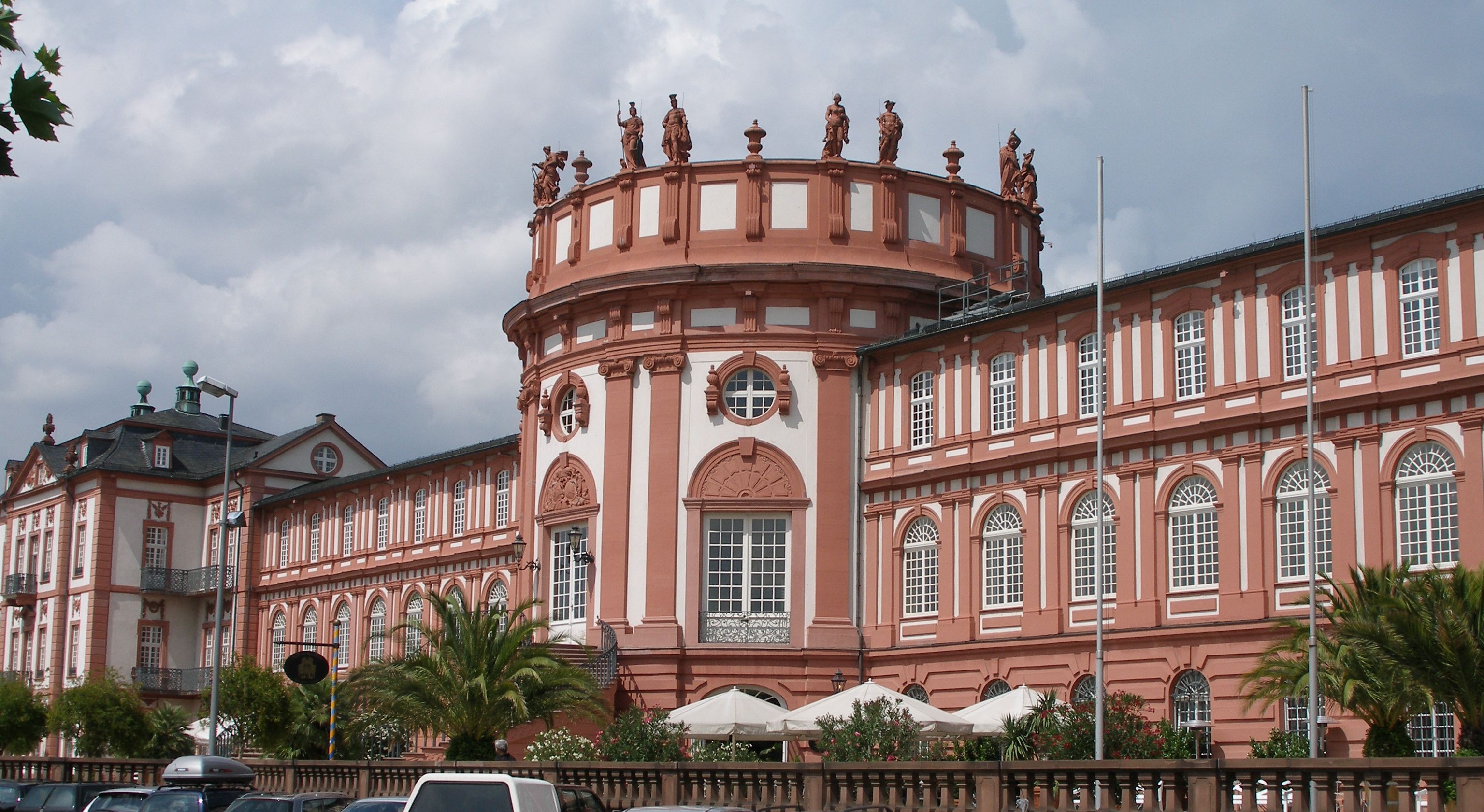
Biebricher Schloss vom Rheinufer aus gesehen

Fürst Karl von Nassau-Usingen verlagerte die Residenz nach Biebrich: Mit dieser Urkunde wurden im Dezember 1768 Mundköche und Küchenmeister für das Schloss Biebrich bestellt

Erstmals erwähnt wurde Biebrich 874 als Villa Biburc. Der spätere Kaiser Otto III. schenkte Biebrich und Mosbach 991 dem Kloster Selz im Elsass. Die Herren von Bolanden-Falkenstein waren Vögte über diesen Besitz und verkauften ihre Rechte 1267–1285 an das Kloster Eberbach. Letzteres kaufte schließlich 1296 auch den Besitz vom Kloster Selz und gab Biebrich an König Adolf von Nassau weiter. Bis ins 20. Jahrhundert war es eine Kleinstadt und die Sommerresidenz der Fürsten und (seit 1806) Herzöge von Nassau. Diese erbauten die barocke Anlage Schloss Biebrich (1700–1744, Architekten: Maximilian von Welsch und Friedrich Joachim Stengel). 1749 wurde mit dem Bau der heutigen Biebricher Allee begonnen, um Biebrich in direkter Linie mit dem Stadtschloss Wiesbaden zu verbinden. Im Biebricher Schloss gründete sich dann 1778 der heute älteste eingetragene Verein Wiesbadens, die Freimaurerloge Plato. Der Landschaftsgarten, welcher das Schloss umgibt, wurde 1817 bis 1823 durch Friedrich Ludwig von Sckell angelegt. Der heutige Schlosspark am Ufer des Rheins beherbergt verschiedene freilebende Papageienarten, vor allem Halsbandsittiche und Große Alexandersittiche.
Im 19. Jahrhundert wurden Biebrich und Amöneburg ein bedeutendes Industriezentrum im Rhein-Main-Gebiet mit Fabriken unter anderem von Dyckerhoff (Zement), Kalle und Albert (Chemie), Rheinhütte und Henkell (Sekt). Die Zentralkommission für die Rheinschifffahrt vereinbarte am 31. März 1831 die Mainzer Akte, mit der Biebrich zum Rheinhafen mit dem Recht auf ein Warenfreilager erklärt wurde. Trotz eines Sabotageaktes Mainzer Kaufleute wurden bis 1845 Zollhaus, Kaimauer und Landungsbrücken errichtet. Ein weiterer Ausbau des Hafens Ende des 19. Jahrhunderts scheiterte am Widerstand Wiesbadens. Biebrich und Mosbach bildeten seit jeher eine gemeinsame Gemeinde, bis 1891 mit dem Status eines Fleckens. Im Jahre 1891 erhielt der Flecken Biebrich-Mosbach das Stadtrecht gemäß der Preußischen Städteordnung, der Doppelname wurde aber nur bis 1893 geführt und dann zu Biebrich verkürzt. Von der Wirtschaftskrise nach dem Ersten Weltkrieg war die Kleinstadt stark betroffen und litt unter der hohen Arbeitslosigkeit. Biebrich verband sich daher mit der großen und reichen, nahegelegenen Kurstadt Wiesbaden. In Biebrich befand sich das Unternehmen Dr. E. Uhlhorn & Co. und bot in den 1950er Jahren das Schlafmittel Nervophyll an.
In den 1960er und 70er Jahren kam es in Wiesbaden zu einem hohen Bevölkerungswachstum. Daher wurden verstärkt Großsiedlungen errichtet. Die erste war die Siedlung Parkfeld westlich des Biebricher Schlossparks. Zur Planung wurde 1959 ein Wettbewerb veranstaltet, den Ernst May gewann. Er wurde daraufhin zum Planungsbeauftragten der Stadt Wiesbaden ernannt. Im Rahmen der Planungen für Das neue Wiesbaden entwickelte er nach dem Vorbild der Planungen am Parkfeld die Siedlungen in Klarenthal und am Schelmengraben.
Heute ist Biebrich der größte Stadtteil von Wiesbaden mit ca. 39.000 Einwohnern.

## Wirtschaft und Infrastruktur

### Industrie
In Biebrich befindet sich die Henkell-Sektkellerei. Das repräsentative Gebäude wurde von Paul Bonatz im neoklassizistischen Stil zwischen 1907 und 1909 erbaut. Vom Marmorsaal im Rokokostil gelangt man in die 7 Untergeschosse, wo sich die Produktion, Abfüllanlagen, Lagerung der bis zu 200.000-Liter-Fässer und Versand befinden.
Im Osten Biebrichs beginnt der 96 ha große Industriepark Kalle-Albert, der in den Wiesbadener Ortsbezirk Mainz-Amöneburg hineinragt.
Im Norden liegt der Dyckerhoffbruch, ein Kalksteinbruch des Zementherstellers Dyckerhoff, der seit 1964 als Deponie genutzt wird.

### Verkehr
Biebrich ist über Autobahnabfahrten der A 66, der A 671 und A 643 zu erreichen. Letztere wird über die Schiersteiner Brücke an der Grenze zum Nachbarort Schierstein über den Rhein geführt und verbindet Biebrich mit Mainz im Land Rheinland-Pfalz. In Richtung Innenstadt Wiesbadens ist der Stadtteil über die vielbefahrene Biebricher Allee angebunden.
Im Wesentlichen wird Biebrich nur mit Stadtbussen der ESWE Verkehrsgesellschaft versorgt. Es gibt jedoch eine Expresslinie, die von Biebrich über Schierstein und Walluf nach Bad Schwalbach fährt. Der Anschluss an den Schienenpersonennahverkehr erfolgte 1844. Heute werden die Bahnhöfe Wiesbaden-Biebrich an der rechten Rheinstrecke mit den Regionalbahnen RB 10 und in der Hauptverkehrszeit RE 9, sowie Wiesbaden Ost (ehemals Biebrich Curve, Biebrich Ost) an der Taunus-Eisenbahn mit den S-Bahnen S1, S8 und S9 bedient. An den ehemaligen Stationen Landesdenkmal und Waldstraße an der Aartalbahn findet kein Zugbetrieb mehr statt. Über eine Reaktivierung wird nachgedacht.
Der Ort verfügte über Hafenanlagen am Rhein, die über die Bahnstrecke Curve–Biebrich und den ehemaligen Rheinbahnhof Biebrich ans Eisenbahnnetz angeschlossen waren. Der Hafen wurde 1841 beim Nebeljungenstreich durch konkurrierende Mainzer Kaufleute kurzzeitig von den Schifffahrtsrouten abgeschnitten.

## Politik
Am 23. September 2008 wurde dem Stadtteil für sein Engagement in Vielfalt, Toleranz und Demokratie von der Bundesregierung der Titel Ort der Vielfalt verliehen.

### Wahlergebnisse zum Ortsbeirat
| Ortsbeiratswahl Biebrich 2021Wahlbeteiligung: 37,9 % 3020100 27,9 %25,2 %21,0 %14,9 %7,2 %2,0 %1,9 % CDUSPDGrüneFDPLinkeBIGULWGewinne und Verlusteim Vergleich zu 2016 %p 8 6 4 2 0 −2 −4 −6 −8−10−1,8 %p−9,7 %p+6,6 %p+2,5 %p−1,4 %p+2,0 %p+1,9 %pCDUSPDGrüneFDPLinkeBIGULW | Sitzverteilung im Ortsbeirat Biebrich 2021Insgesamt 17 Sitze - Linke: 1 - SPD: 4 - Grüne: 4 - CDU: 5 - FDP: 3 |

Seit 1972 wird im Rahmen der Kommunalwahlen in Hessen auch der Ortsbeirat des Ortsbezirkes Biebrich gewählt. Nach den einzelnen Wahlergebnissen ergab sich jeweils folgende Sitzverteilung:

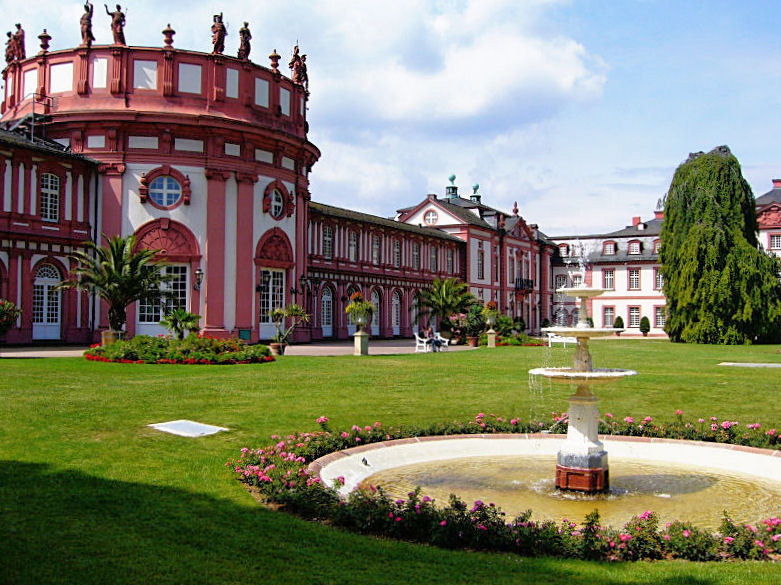
Das barocke Schloss Biebrich mit seinem Park: ehemalige Residenz der Herzöge von Nassau

|      | CDU | SPD | GRÜNE | FDP | REP | FW | LINKE | Gesamt |
| 2021 | 5   | 4   | 4     | 3   | 0   | 0  | 1     | 17     |
| 2016 | 5   | 6   | 2     | 2   | 0   | 0  | 2     | 17     |
| 2011 | 6   | 6   | 3     | 1   | 1   | 0  | 0     | 17     |
| 2006 | 6   | 6   | 2     | 2   | 1   | 0  | 0     | 17     |
| 2001 | 6   | 7   | 2     | 1   | 1   | 0  | 0     | 17     |
| 1997 | 6   | 7   | 2     | 0   | 2   | 0  | 0     | 17     |
| 1993 | 6   | 7   | 2     | 1   | 0   | 1  | 0     | 17     |
| 1989 | 6   | 9   | 1     | 1   | 0   | 0  | 0     | 17     |
| 1985 | 8   | 8   | 1     | 0   | 0   | 0  | 0     | 17     |
| 1981 | 9   | 7   | 0     | 1   | 0   | 0  | 0     | 17     |
| 1977 | 8   | 8   | 0     | 1   | 0   | 0  | 0     | 17     |
| 1972 | 6   | 10  | 0     | 1   | 0   | 0  | 0     | 17     |

## Kultur und Sehenswürdigkeiten

### Biebricher Schloss
Das barocke Biebricher Schloss entstand 1700 bis 1750 direkt am Rheinufer in Wiesbaden-Biebrich. Das Residenzschloss der Nassauischen Herzöge liegt am Südende des großen Schlossparks.

### Schlosspark

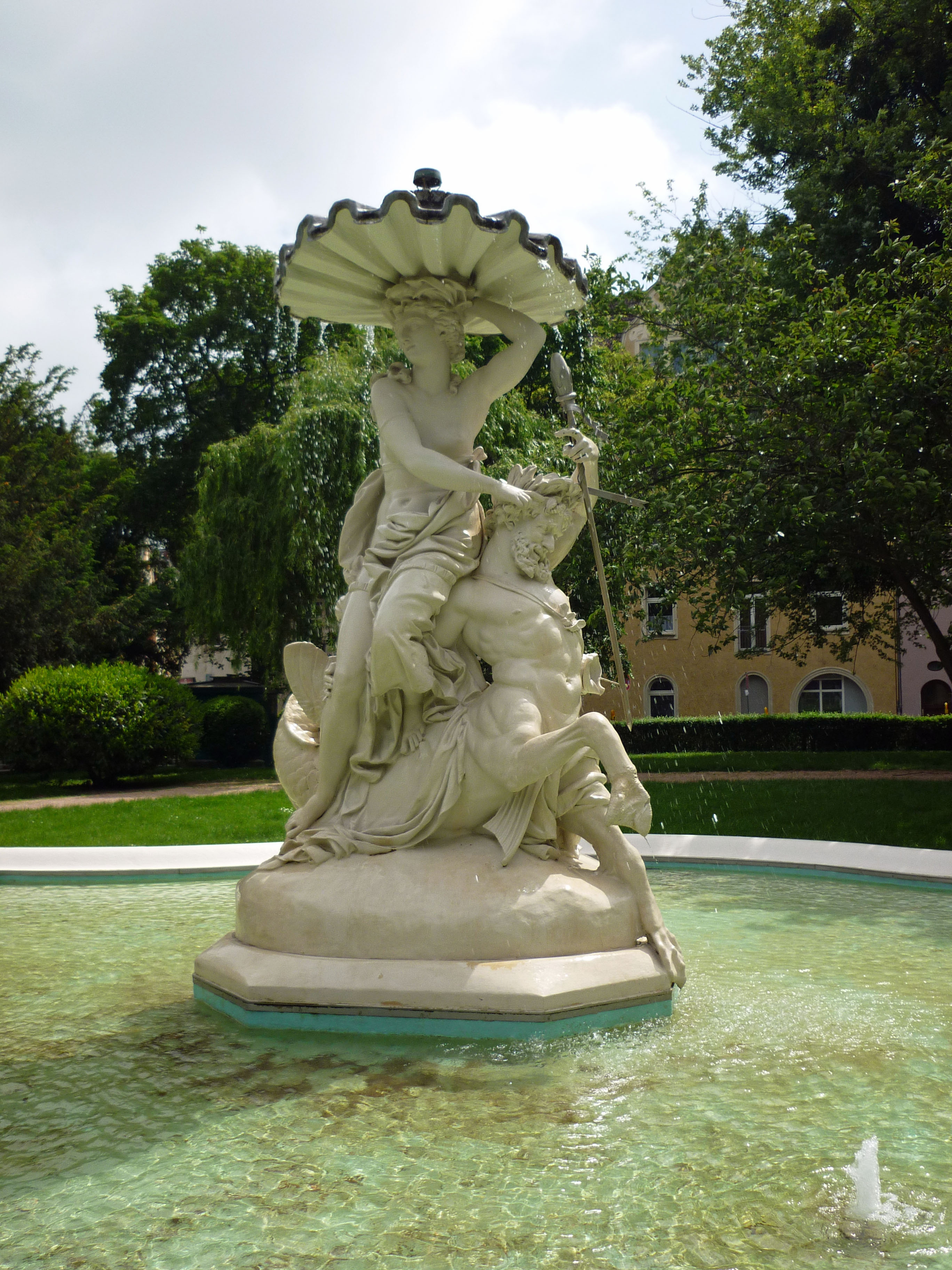
Galatea-Brunnen in der Robert-Krekel-Anlage

Der 50 ha große Schlosspark, der im Stil englischer Landschaftsgärten mit einem Teich und der künstlichen Ruine Mosburg angelegt wurde, ist Schauplatz des traditionellen Pfingst-Reitturniers.

### Robert-Krekel-Anlage

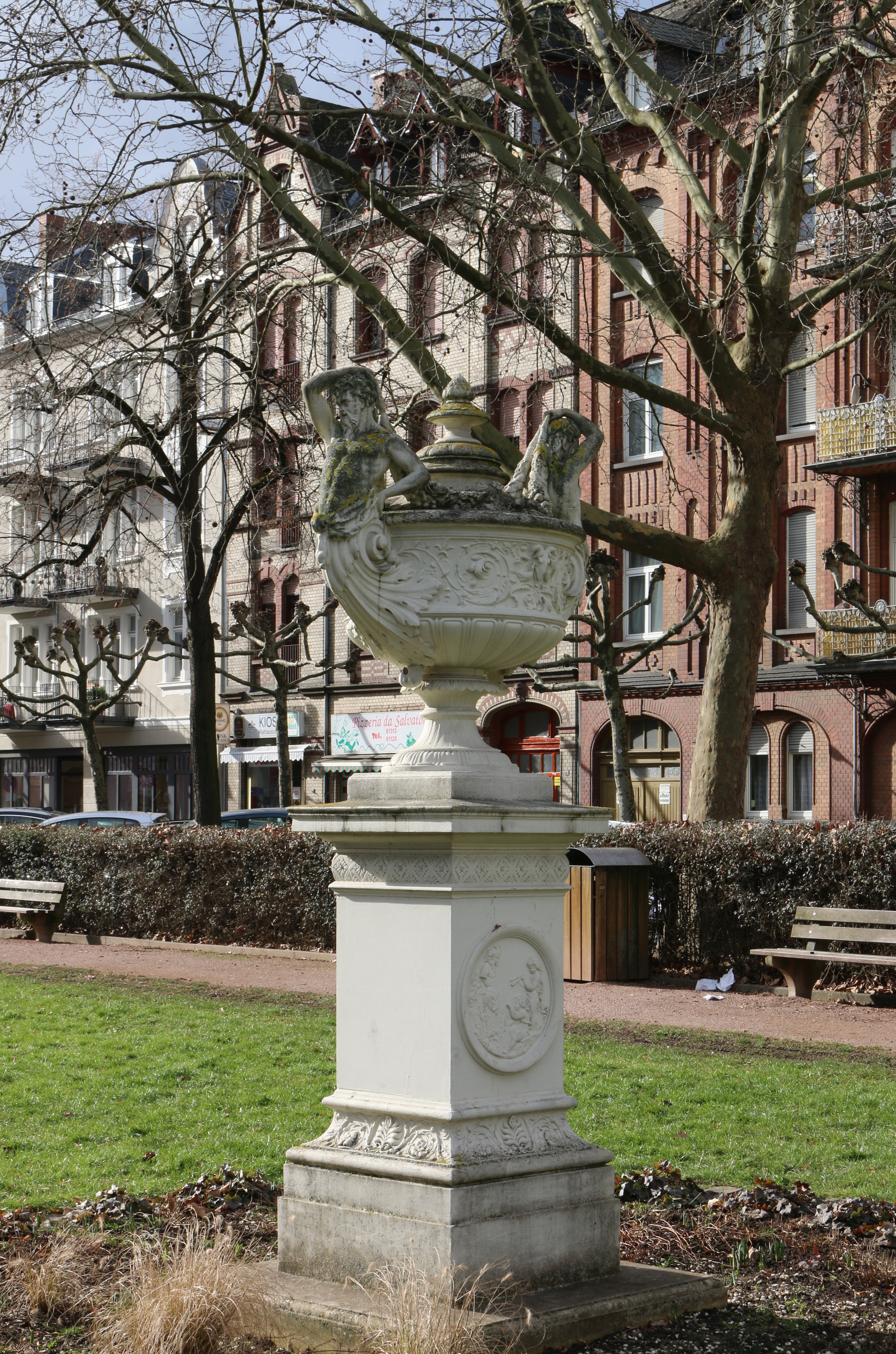
Vase im Renaissance-Stil in der Robert-Krekel-Anlage

In der Robert-Krekel-Anlage, wo die Rathausstraße und die Straße der Republik aufeinandertreffen, sind mehrere Skulpturen aufgestellt. Ein Galateabrunnen wurde 1907 von Eugen Dyckerhoff der Stadt Biebrich geschenkt. 1981 und 2008/09 wurde der Brunnen restauriert. In der Anlage befindet sich ferner eine Vase mit Sockel im Renaissance-Stil, die der Stadt im Juni 1907 von der Firma Dyckerhoff & Widmann geschenkt wurde.

### Rheinufer

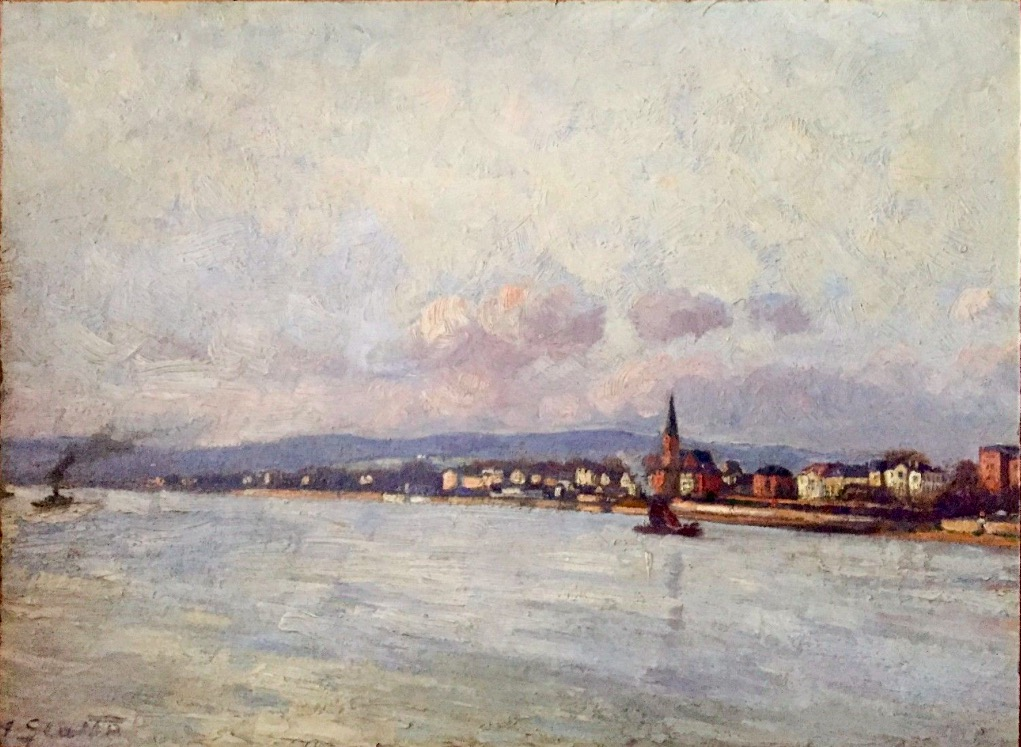
Blick auf den Rhein bei Biebrich, gemalt von Adolf Glatte um 1900: In der Bildmitte sind die Umrisse des Schlosses zu erkennen, rechts daneben die Oranier-Gedächtniskirche und angeschnitten am rechten Bildrand die ehemalige Rheinkaserne

Das Biebricher Rheinufer ist vollständig zugänglich und ermöglicht einen freien Blick auf die Rheininsel Rettbergsaue. Die Uferpromenade ist als Teil des Hessischen Radfernwegs R3 und als internationaler Rheinradweg ausgeschildert. An einer Straße nahe dem Rheinufer liegt das Landhaus, in dem Richard Wagner Teile seiner Meistersinger von Nürnberg komponierte. Am östlichen Ende der Rheingaustraße liegen die 3 Unternehmenvillen von Dyckerhoff, Albert und Kalle.

### Stadtbild
Schon zu Zeiten der industriellen Kleinstadt Biebrich am Rhein entwickelte sich ein urbanes Stadtbild mit teils ansehnlichen Fassaden noch aus der wilhelminischen Ära, insbesondere auch Stadthäuser mit gewerblich nutzbaren Höfen. In dieser Zeit wurde auch die Adolfshöhe vor allem entlang der Wiesbadener Allee zu einem Villenviertel, welches mit dem Biebricher Wasserturm, dem nassauischen Landesdenkmal sowie der Henkell & Co. Sektkellerei drei ebenso auffällige wie sehenswerte Landmarken aus dieser Zeit besitzt. Zwischen 1959 und 1970 wurde nach Plänen von Ernst May westlich des Schlossparks die Siedlung Parkfeld errichtet.

### Industriekultur
Zur Route der Industriekultur Rhein-Main Wiesbaden gehören das Biebricher Zollhaus am Rheinufer, der Wasserturm, die Hammermühle, die Wuth’sche Brauerei sowie mehrere Villen.

### Museum
Das Museum Biebrich für Heimat- und Industriegeschichte präsentiert eine ständige Ausstellung zur Geschichte Biebrichs und zum Herzogtum Nassau. Regelmäßig finden Sonderausstellungen statt, so 2020 zur Biebricher Filmgeschichte, vorwiegend über den Filmpionier Edwin Georg „Edy“ Dengel. Das Museum ist im ehemaligen Stadtbad, einem Jugendstilgebäude, untergebracht.

### Gotteshäuser

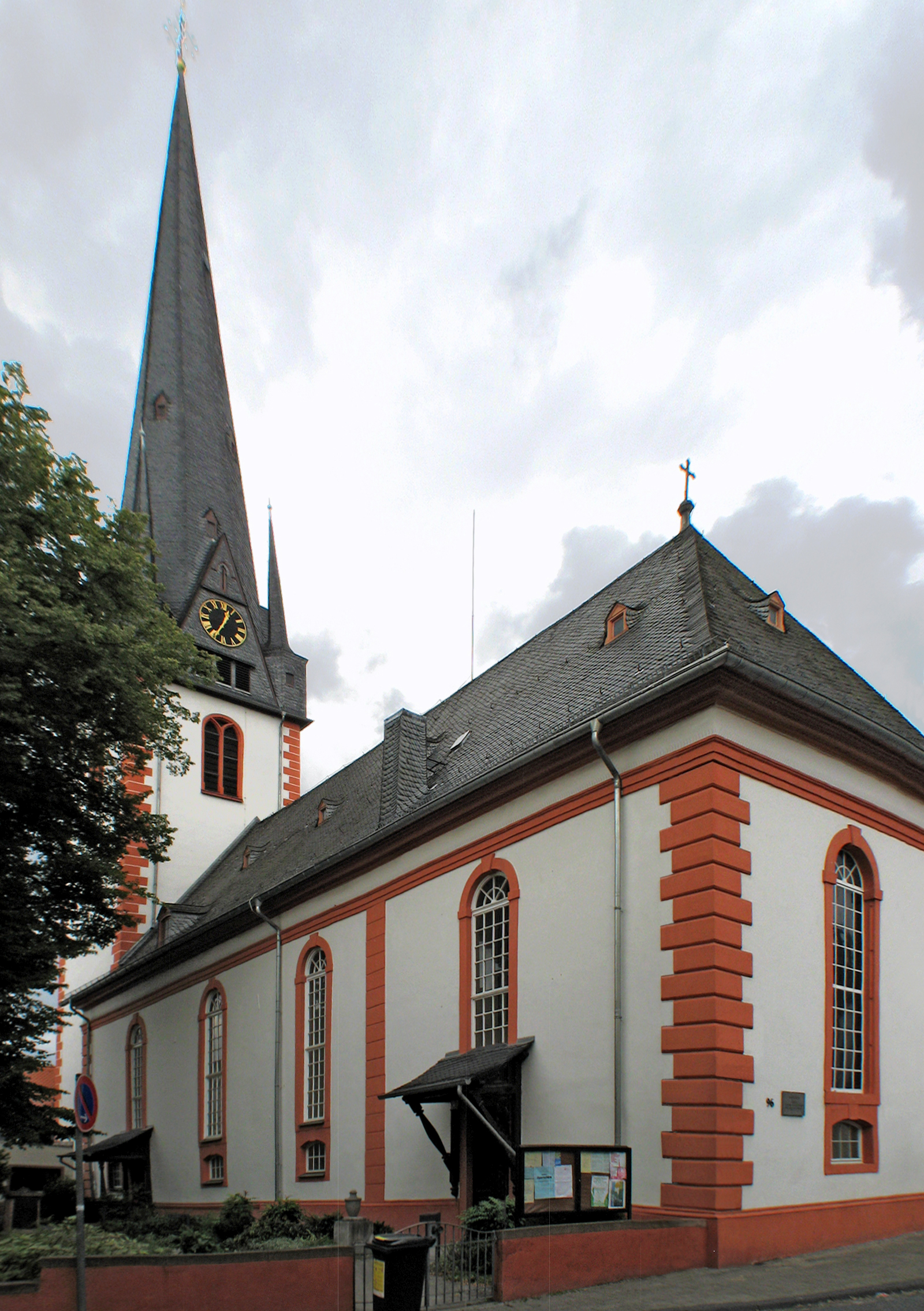
Hauptkirche Wiesbaden-Biebrich
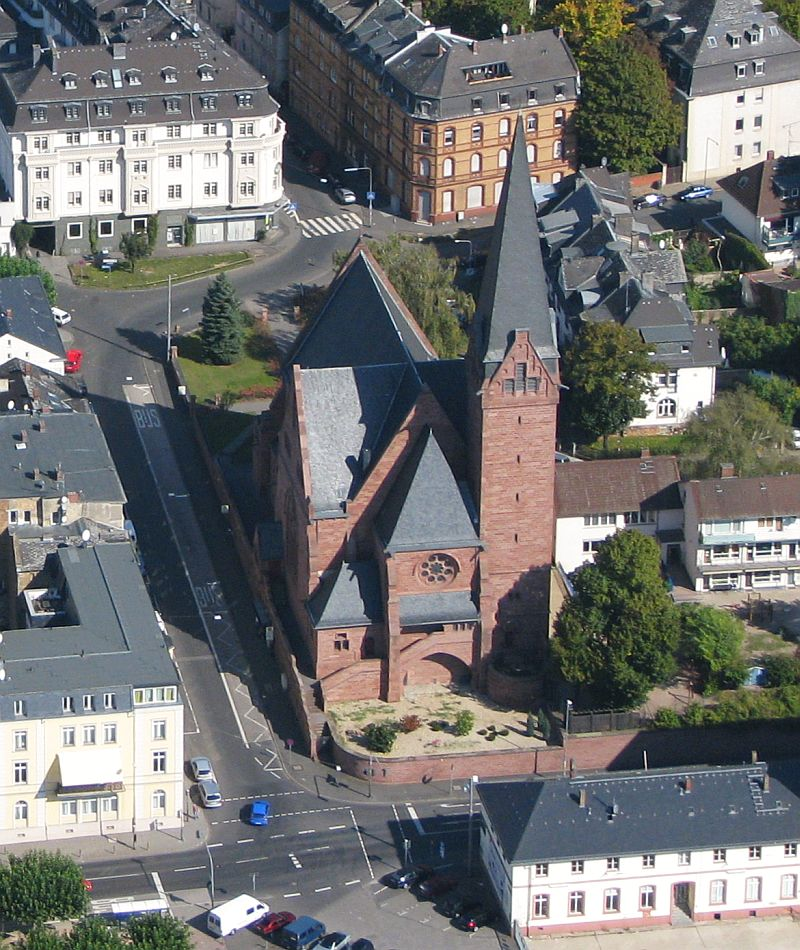
Oranier-Gedächtniskirche Wiesbaden-Biebrich

Im Stadtteil Biebrich gibt es sechs evangelische und vier katholische Kirchengemeinden. Die 1085 erstmals urkundlich erwähnte, seit 1560 evangelische Hauptkirche war bis zur Weihe der katholischen Pfarrkirche St. Marien 1876 die einzige Kirche Biebrichs. Mit dem Ende des Herzogtums Nassau 1866 und dem Entstehen neuer Fabriken am Rhein wuchs die Bevölkerung stark an. Daher wurde der Raum in den bestehenden Kirchenbauten bald knapp und so wurden 1898 die Herz-Jesu-Kirche in der Gibb – einem Teil des ehemaligen Orts Mosbach – als zweite katholische und 1905 die Oranier-Gedächtnis-Kirche am Rheinufer als zweite evangelische Kirche eingeweiht. Das Gemeindehaus der Markuskirche in der Waldstraße wurde 1914 eingeweiht, die zugehörige Saalkirche Ende 1954 geweiht. Die weiteren Biebricher Gemeinden Albert-Schweitzer-Gemeinde (ev.), St. Hedwig (kath.), Heilig-Geist-Kirche (ev.), St. Kilian (kath.) und Lukasgemeinde (ev.) entstanden in der zweiten Hälfte des 20. Jahrhunderts. Am 1. Januar 2013 wurden die katholischen Gemeinden zu Kirchorten in der neu gebildeten Pfarrei St. Peter und Paul Wiesbaden.
Des Weiteren befindet sich im Stadtteil Biebrich seit 1995 in einer umgebauten Turnhalle die Griechisch-orthodoxe Kirche Hl. Georgios.
In der Henkellstraße wurde 2010 die Omar Ibn El Khattab Moschee als die größte Biebricher Moschee eingeweiht.
Die 1829 gegründete Biebricher Synagoge wurde am 9. November 1938 in der Reichspogromnacht zerstört.

## Bekannte Einwohner

Richard Wagner lebte ein Jahr lang in Biebrich

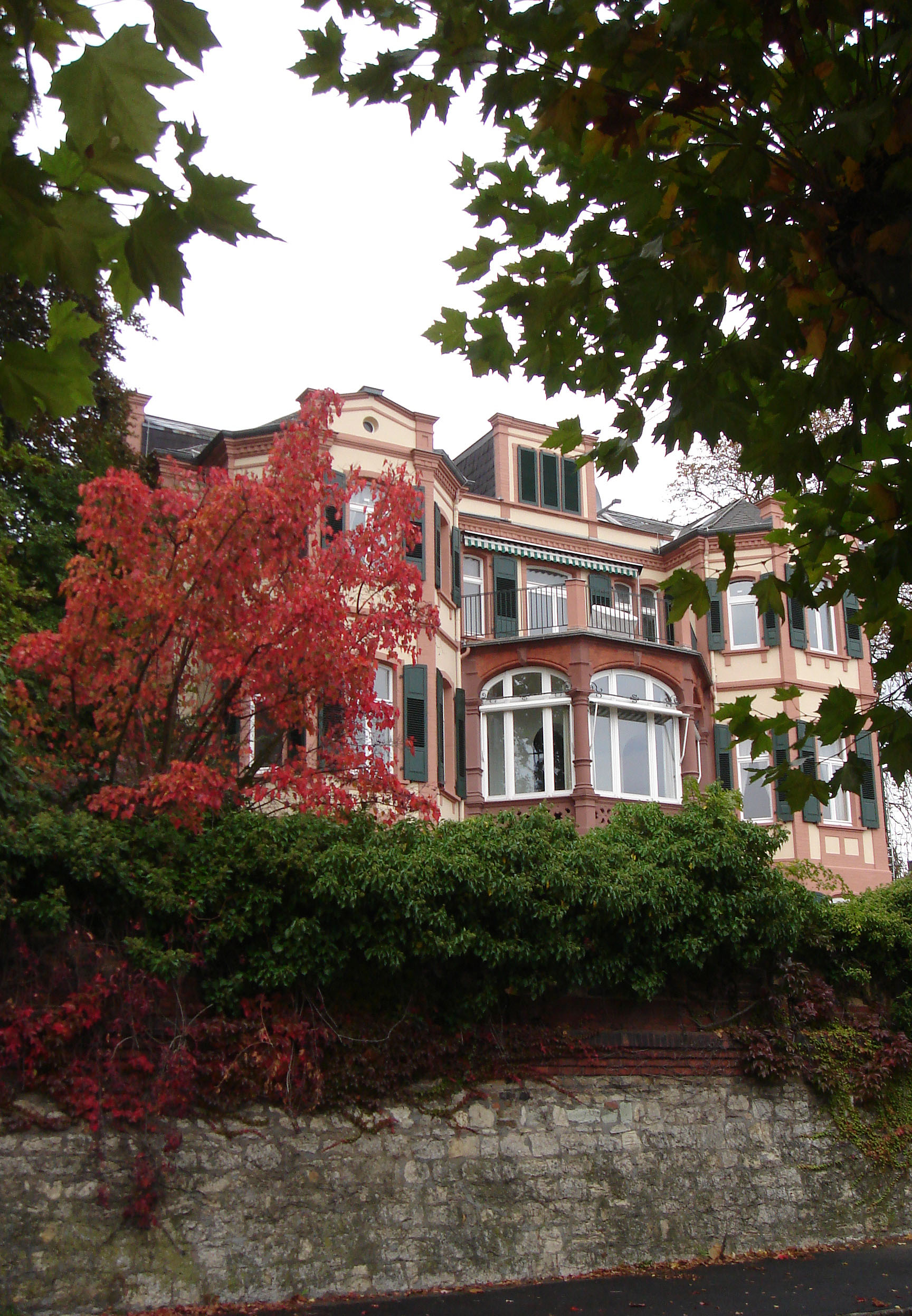
Villa am Rheinufer in Wiesbaden-Biebrich, in der Richard Wagner 1862 einen Teil seiner Meistersinger schuf

1809 wurde Friedrich von Bismark (1809–1893) in Biebrich geboren. Er war Jurist, Abgeordneter und Gesandter beim Bundestag des Deutschen Bundes.
1815 wurde Johann Heppenheimer (1815–1895) in der Biebricher Kurfürstenmühle geboren. Er war Müller, Unternehmer und von 1861 bis 1891 Bürgermeister von Biebrich am Rhein.
1823 wurde Wilhelm Heinrich Riehl (1823–1897) in Biebrich geboren. Der Journalist, Novellist und Kulturhistoriker war der Begründer der wissenschaftlichen Volkskunde.
1825 wurde Seligmann Baer (1825–1897) in Biebrich-Mosbach geboren. Von dem jüdischen Gelehrten stammen verschiedene Bibeltextausgaben und Werke zur jüdischen Liturgie.
1830 wurde Rudolph Koepp (1830–1897) in Biebrich geboren. Der Chemiker, Unternehmer und Mitglied des Deutschen Reichstags gründete die Rudolph Koepp & Co. Chemischen Werke in Oestrich.
1832 wurde Louis Maurer (1832–1932) in Biebrich geboren. Er war ein deutsch-amerikanischer Lithograf, Maler und Fotograf.
1844 wurde Eduard von Magdeburg (1844–1932) in Biebrich geboren. Er war ein preußischer Verwaltungsjurist und Sozialpolitiker im Deutschen Kaiserreich und wurde 1904 in den erblichen Adelsstand erhoben.
1853 wurde Louis Auler (1853–1922), Zigarettenfabrikant und Abgeordneter in Biebrich geboren.
1862 lebte Richard Wagner (1813–1883) für ein Jahr in einem damals neu errichteten Landhaus (später Villa Annika genannt) am Rhein in der Nähe des Schlosses. Dort schuf er den 1. Akt und das Präludium zum 3. Akt seines Werkes Die Meistersinger. Er beeinflusste Wilhelm Heckel, einen in Biebrich ansässigen Holzblasinstrumentenmacher, der den Wünschen des Komponisten folgend eine Bariton-Oboe, das so genannte Heckelphon, erfand. Dieses wurde später unter anderem von Richard Strauss und Paul Hindemith verwendet.
1863–1866 war der Komponist und Dirigent Béla Kéler (1820–1882) als Musikdirektor am fürstlich-nassauischen Hof in Wiesbaden.
Der langjährige Generaldirektor der chemischen Fabrik Kalle & Co. AG sowie Reichstags- und preußischer Landtagsabgeordnete, Wilhelm Ferdinand Kalle (1870–1954), wurde in Biebrich geboren.
Der Philosoph und Pädagoge Wilhelm Dilthey (1833–1911) und der Philosoph und Kulturwissenschaftler Wilhelm Heinrich Riehl (1823–1897) wuchsen in Biebrich auf.
1849 wurde der Maler Heinrich Schlitt (1849–1923) in Biebrich geboren, der zusammen mit Kaspar Kögler den Ratskeller im Neuen Rathaus in Wiesbaden ausmalte.
Der Archäologe Friedrich Koepp (1860–1944) wurde in Biebrich geboren. Er nahm an den Ausgrabungen von Pergamon teil, ehe er Hochschullehrer an der Universität Münster wurde.
1870 wurde der Steinmetzmeister August Hesch in Biebrich geboren. Er war Mitglied des Provinziallandtages der Provinz Hessen-Nassau.
1875 wurde der Politiker Georg Schmidt (1875–1946) in Biebrich geboren, er war Mitglied der Preußischen Landesversammlung und Abgeordneter des Reichstags in der Weimarer Republik.
1876 wurde in Biebrich der Radrennfahrer Paul Albert (1876–1903) geboren, der 1903 tödlich verunglückte.
1880 wurde Generaloberst Ludwig Beck (1880–1944) in Biebrich geboren. Beck wurde nach dem fehlgeschlagenen Attentat vom 20. Juli 1944 gegen Adolf Hitler durch einen „Gnadenschuss“ umgebracht, nachdem zwei Suizidversuche erfolglos verlaufen waren. Für den Fall eines Erfolges der Revolte war Ludwig Beck als erster Nachkriegspräsident Deutschlands vorgesehen.
Tony Sender (auch Toni Sender) (1888–1964) in Biebrich geboren, war eine deutsche Politikerin (SPD, USPD) und Journalistin mit dem bürgerlichen Namen Sidonie Zippora Sender, die auch die Pseudonyme Dora Denis und Elisabeth verwendete. In der sozialdemokratischen Reichstagsfraktion, der sie von 1920 bis 1933 angehörte, wurde sie zum linken Flügel gerechnet.
Der Physiker Walther Gerlach (1889–1979) wurde 1889 in Biebrich geboren. Zusammen mit Otto Stern führte er im Jahre 1922 das grundlegende Experiment zur Richtungsquantelung durch.
Der Schriftsteller Otto Doderer (1892–1962) wurde 1892 in Biebrich geboren, wie auch 1925 sein Sohn Klaus.
Der Journalist und politische Funktionär Rudolf Möller-Dostali wurde 1892 in Wiesbaden-Biebrich geboren und verstarb 1961 in Essen.
1892 wurde in Biebrich Karl Josef Walter (1892–1983) geboren. Er war Komponist, Domorganist und Hochschulprofessor in Wien.
1898 wurde Camill Gerbert (1861–1918) als erster Prediger der Evangelischen Gemeinde in Biebrich ordiniert. Er war der Hauptinitiator des Baues der Evangelischen Oranier-Gedächtnis-Kirche am Rheinufer.
Georg Dengel (1901–1987) war ein Filmpionier und -produzent, der in Biebrich geboren wurde.
Erik Wolf (1902–1977), der Rechtsphilosoph, Straf- und Kirchenrechtler und Hochschullehrer wurde in Biebrich geboren.
Der Schauspieler Adolf von Wyhl (1903–1982) wurde als Adolf Julius Brosch in Biebrich geboren.
Karl Schöppler (1905–1978) war Malermeister und Funktionär im Handwerk, Träger des Großes Verdienstkreuzes mit Stern der Bundesrepublik Deutschland. Er wurde in Biebrich genboren.
Der Mathematiker und Logiker Karl Schröter (1905–1977) wurde 1905 in Biebrich geboren.
Heinrich Oberländer (1909–2001), der Drehbuchautor wurde in Biebrich geboren.
Der Jazz- und Bigbandmusiker Walter Hubert Weiss (1910–1950) wurde 1910 in Biebrich geboren.
Rudolf Weckerling (1911–2014) wurde am 3. Mai 1911 in Wiesbaden-Biebrich geboren und ist ein deutscher evangelischer Pfarrer, der in der NS-Zeit der Bekennenden Kirche angehörte und nach dem Zweiten Weltkrieg als Publizist und Friedensaktivist hervorgetreten ist.
1925 wurde der Literaturforscher Klaus Doderer (1925–2023) wie bereits 1892 sein Vater Otto in Biebrich geboren.
Am 12. März 1928 wurde in Biebrich der Pianist, Bandleader und Sänger Paul Kuhn geboren.
1944 wurde der Fußballer Jürgen Grabowski (1944–2022) in Wiesbaden geboren. Er wuchs in Biebrich auf und lernte bei den beiden Biebricher Vereinen FV Biebrich 1902 und SV Biebrich 1919 das Fußballspielen. Er spielte lange Jahre bei Eintracht Frankfurt und gewann 1974 mit der deutschen Fußballnationalmannschaft die Weltmeisterschaft.
Am 31. März 1939 wurde der Regisseur und Oscar-Preisträger Volker Schlöndorff (* 1939) in Biebrich geboren. Nach dem Tod seiner Mutter zog die Familie nach Schlangenbad.

## Partnerstädte
- Glarus (seit 2009)

Obwohl Biebrich als Stadtteil von Wiesbaden keine eigene Rechtspersönlichkeit hat und somit eine offizielle Städtefreundschaft mit der Stadt Glarus in der Schweiz nicht begründen konnte, auch mit Rücksicht auf die Wiesbadener Partnerstadt Montreux, fand der Ortsbeirat gemeinsam mit Vertretern des Wiesbadener Magistrats eine Lösung „etwas unterhalb einer Partnerschaft“, die Kommunale Europa-Städte-Freundschaft. Damit sollten die seit 1966 zwischen dem Kalle'schen Gesangsverein und dem Männerchor Glarus gepflegten Kontakte auf eine offizielle Basis gestellt und auf das ganze Vereinsleben ausgedehnt werden. Während des Neujahrsempfangs der Arbeitsgemeinschaft Biebricher Vereine und Verbände am 14. Januar 1990 wurde die Freundschaft im Biebricher Schloss urkundlich bezeugt.
Am 13. März 2009 wurde in Glarus die Urkunde zu einer Stadtteilpartnerschaft unterzeichnet. Damit sollen die freundschaftliche Verbindung gestärkt und die Begegnungen der Menschen beider Gemeinden gefördert werden.